# Tapari (rivière)
La rivière Tapari, également appelée rivière Gel, est une rivière du Soudan du Sud. C'est un affluent en rive gauche de la rivière Bahr el-Ghebel,,.

## Description

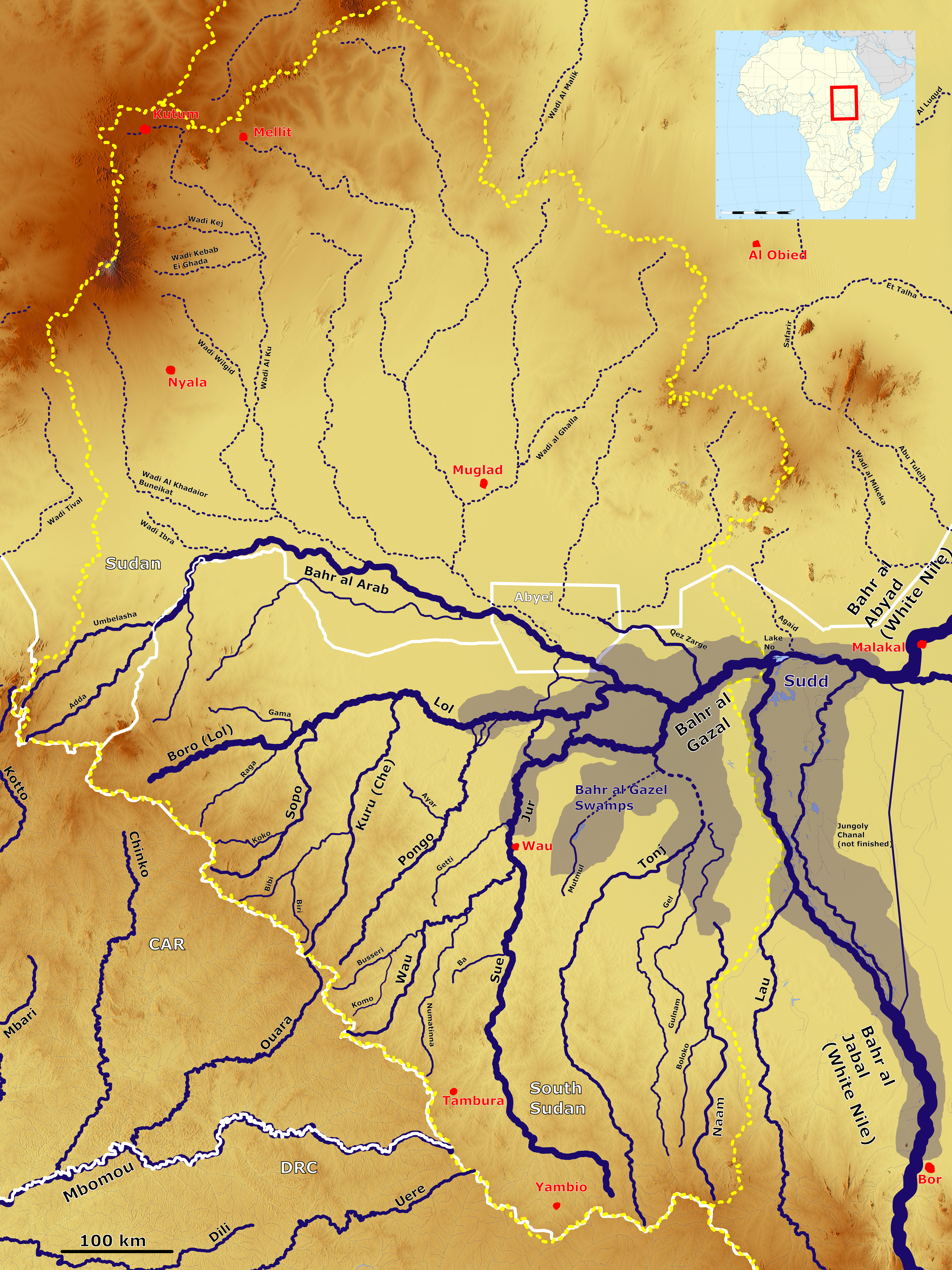
Le système fluvial du Bahr el-Ghazal.

La rivière prend sa source dans État d'Équatoria-Occidental à environ 700 mètres d'altitude sur un plateau zone inhabité bordée au sud et à l'ouest par le bassin de la Yei à environ 14 km au sud-ouest du village de Jambo (4° 57′ 42″ N, 30° 40′ 03″ E). Le ruisseau se dirige vers le nord-ouest où il rejoint l'autre ruisseau de tête venu du sud-ouest (5° 01′ 23″ N, 30° 40′ 16″ E). La petite rivière intermittente se dirige vers le nord forme des bancs de sable au fond d'une vallée boisée encaissée (5° 01′ 57″ N, 30° 40′ 30″ E), renforcée en aval du pont de la route de Jambo par un affluent venu du sud-ouest (5° 07′ 28″ N, 30° 39′ 56″ E). La rivière reçoit un affluent venu de l'ouest (5° 11′ 41″ N, 30° 41′ 56″ E) dans une vallée encaissée devenant fortement boisée au milieu de la savane arbustive, recevant un affluent quasiment équivalent venu du sud-ouest (5° 21′ 18″ N, 30° 43′ 05″ E).
La rivière renforcée poursuit un cours sinueux vers le nord, passant à l'est de Kediba sous la route d'Amadi à Terekeka (5° 30′ 43″ N, 30° 43′ 59″ E). Le paysage s'aplanit en aval avec une vallée qui s'élargit et une rivière formant des méandres et bras-morts dans le lit majeur, recevant un modeste affluent venu du sud-ouest (5° 34′ 25″ N, 30° 44′ 21″ E), passe dans l'État Équatoria-Central (5° 40′ 20″ N, 30° 47′ 43″ E) avec un cours très sinueux formant d'innombrables méandres et bras-morts s'étalant dans le lit majeur large d'environ 4 km (6° 08′ 52″ N, 31° 17′ 01″ E). La vallée tourne ensuite vers le nord-est, la rivière passe dans l'État des Lacs (6° 02′ 25″ N, 30° 51′ 59″ E) et arrose la ville de Nyel en collectant un affluent venu du sud (6° 06′ 41″ N, 31° 10′ 24″ E) puis passe sous la route de Yirol à Minkamman (6° 05′ 37″ N, 31° 13′ 04″ E).
La rivière coule en aval dans une zone de plaine marécageuse, reçoit un important affluent venu du sud (6° 08′ 52″ N, 31° 17′ 01″ E) lui donnant sa direction vers le nord, se divise en deux branches (6° 13′ 13″ N, 31° 17′ 34″ E) se réunissant en aval (6° 17′ 34″ N, 31° 19′ 25″ E). Une partie du flux alimente le marais (6° 17′ 52″ N, 31° 19′ 21″ E), la rivière poursuivant son chemin vers le nord puis vers l'est (6° 20′ 42″ N, 31° 20′ 42″ E) en se divisant en plusieurs branches (6° 20′ 45″ N, 31° 22′ 29″ E). Le flux principal se dirige vers l'est (6° 20′ 59″ N, 31° 23′ 37″ E) rejoignant un lac (6° 21′ 02″ N, 31° 24′ 22″ E puis un bras du Bahr el-Ghebel (6° 21′ 03″ N, 31° 25′ 04″ E) à hauteur du lac Fajarial. Le flux au nord se perd dans le marais bordant la rive gauche du Bahr el-Ghebel (6° 22′ 09″ N, 31° 23′ 57″ E)

## Hydrologie
La rivière Tapari draine un bassin de 12 800 km2. Les précipitations annuelles moyennes sont de 1 050 millimètres.
À l'est de Kediba sur la route d'Amadi à Terekeka, le lit mineur a une largeur de 50 mètres et une profondeur maximale de 4 mètres, avec un débit non connu.

## Environnement
La rivière est densément boisée dans sa haute vallée, mais plus en aval se trouvent des bandes de plaine herbeuse de chaque côté et finalement, la forêt cède la place à une plaine herbeuse ouverte. La rivière serpente à travers une plaine inondable qui s'élargit progressivement dans son cours inférieur. Au nord de Nyel, la rivière pénètre dans une grande lagune à partir de laquelle plusieurs petits cours d'eau mènent à un marécage d'herbe.
Chaque année, l'État des Lacs subit des inondations de juillet à décembre, certaines parties étant totalement isolées.